# 380
| [ Edytuj tabelę ] |                                                                          |
| Władca Guptów     | - 375 Ćandragupta II 414                                                 |
| Władca Korei      | - 371 Sosurim 384                                                        |
| Papież            | - 366 Damazy I 384                                                       |
| Król Persji       | - 379 Ardaszir II 383                                                    |
| Cesarz Rzymu      | - 375 Walentynian II 392 - 375 Gracjan 383 - 379 Teodozjusz I Wielki 395 |
| Król Wandalów     | - 359 Godigisel 406                                                      |

Rok 380 / CCCLXXX
stulecia: III wiek ~
IV wiek ~
V wiek

lata: 370 «
375 «
376 «
377 «
378 «
379 «
380
» 381
» 382
» 383
» 384
» 385
» 390

## Wydarzenia
Europa
- 28 lutego – Cesarz wschodniej części Imperium Rzymskiego, Teodozjusz I Wielki, nakazał wszystkim podległym mu ludom przyjęcie chrześcijańskiej wiary w Świętą Trójcę w formie usankcjonowanej przez Sobór nicejski z 325 roku.

## Urodzili się
- Hefajstion z Teb, grecki astrolog

## Zmarli
- Fritigern, wódz Wizygotów
- Frumencjusz z Aksum, biskup